# 1969年モナコグランプリ
座標: 北緯43度44分4.74秒 東経7度25分16.8秒 / 北緯43.7346500度 東経7.421333度
1969年モナコグランプリ (1969 Monaco Grand Prix) は、1969年のF1世界選手権第3戦として、1969年5月18日にモンテカルロ市街地コースで開催された。
レースは80周で行われ、ロータスのグラハム・ヒルが4番手スタートから優勝した。ヒルは通算14勝目で最後の勝利でもあった。そしてモナコGPの通算5勝目でもあり、この記録は24年間破られなかった。フランク・ウィリアムズ・レーシングカーズからブラバムを走らせたピアス・カレッジが2位、ロブ・ウォーカーからロータスを走らせたジョー・シフェールが3位となった。
そして、コンストラクターとしてのクーパーとエンジンサプライヤーとしてのマセラティのF1最後のレースであり、アンティーク・オートモビルズからビック・エルフォードのドライブにより7位で完走した。

## エントリー
ロータスは、前戦スペインGPのアクシデントで鼻を骨折したヨッヘン・リントの代走として、リチャード・アトウッドを起用した。シルビオ・モーザーはブラバム・BT24を購入し、エンジンをDFVに換装して自らのチームで参戦する。新たに参戦するアンティーク・オートモビルズは、手持ちのクーパー・T86B-マセラティを持ち込み、ビック・エルフォードがドライブする。同チームは次戦オランダGP以降、マクラーレンから購入したM7Bを使用したため、前年をもってワークス活動を終了した1959年-1960年のコンストラクターズチャンピオン「クーパー」の名も、本レースを最後にF1から消滅した。また、エンジンサプライヤーのマセラティと、レグ・パーネル・レーシングも本レースがF1最後のレースとなった。

### エントリーリスト
| チーム                                                      | No. | ドライバー                     | コンストラクター | シャシー | エンジン                         | タイヤ |
| ----------------------------------------------------------- | --- | ------------------------------ | ---------------- | -------- | -------------------------------- | ------ |
| ゴールドリーフ・チーム・ロータス                            | 1   | グラハム・ヒル                 | ロータス         | 49B      | フォード・コスワース DFV 3.0L V8 | F      |
| ゴールドリーフ・チーム・ロータス                            | 2   | リチャード・アトウッド         | ロータス         | 49       | フォード・コスワース DFV 3.0L V8 | F      |
| ブルース・マクラーレン・モーターレーシング                  | 3   | デニス・ハルム                 | マクラーレン     | M7A      | フォード・コスワース DFV 3.0L V8 | G      |
| ブルース・マクラーレン・モーターレーシング                  | 4   | ブルース・マクラーレン         | マクラーレン     | M7C      | フォード・コスワース DFV 3.0L V8 | G      |
| モーターレーシング・ディベロップメンツ・リミテッド          | 5   | ジャック・ブラバム             | ブラバム         | BT26A    | フォード・コスワース DFV 3.0L V8 | G      |
| モーターレーシング・ディベロップメンツ・リミテッド          | 6   | ジャッキー・イクス             | ブラバム         | BT26A    | フォード・コスワース DFV 3.0L V8 | G      |
| マトラ・インターナショナル                                  | 7   | ジャッキー・スチュワート       | マトラ           | MS80     | フォード・コスワース DFV 3.0L V8 | D      |
| マトラ・インターナショナル                                  | 8   | ジャン＝ピエール・ベルトワーズ | マトラ           | MS80     | フォード・コスワース DFV 3.0L V8 | D      |
| ロブ・ウォーカー/ジャック・ダーラッシャー・レーシングチーム | 9   | ジョー・シフェール             | ロータス         | 49B      | フォード・コスワース DFV 3.0L V8 | F      |
| レグ・パーネル・レーシング                                  | 10  | ペドロ・ロドリゲス             | BRM              | P126     | BRM P142 3.0L V12                | G      |
| スクーデリア・フェラーリ SpA SEFAC                          | 11  | クリス・エイモン               | フェラーリ       | 312/69   | フェラーリ 255C 3.0L V12         | F      |
| アンティーク・オートモビルズ                                | 12  | ビック・エルフォード           | クーパー         | T86B     | マセラティ 10/F1 3.0L V12        | G      |
| オーウェン・レーシング・オーガニゼーション                  | 14  | ジョン・サーティース           | BRM              | P138     | BRM P142 3.0L V12                | D      |
| オーウェン・レーシング・オーガニゼーション                  | 15  | ジャッキー・オリバー           | BRM              | P133     | BRM P142 3.0L V12                | D      |
| フランク・ウィリアムズ・レーシングカーズ                    | 16  | ピアス・カレッジ               | ブラバム         | BT26A    | フォード・コスワース DFV 3.0L V8 | D      |
| シルビオ・モーザー・レーシングチーム                        | 17  | シルビオ・モーザー             | ブラバム         | BT24     | フォード・コスワース DFV 3.0L V8 | G      |
| ソース:                                                     |     |                                |                  |          |                                  |        |

## 予選
前戦スペインGPでロータス勢はウィングの破損が原因で大破し、負傷したヨッヘン・リントは病室からFIAに宛ててウィングの禁止を訴える声明文を発した。FIAも事態を重大視し、「ロールバーやオイルクーラーなど機構上必要な部分を除くいかなる部分も、タイヤの高さから25cm以上超えてはならない」とウィングの高さを大幅に制限することを決め、即実効となった。これにより、予選初日に大型ウィングが搭載されていたマシンも、急遽それを取り外すことになった。ロータスは小さなウィングに付け替えて以後のセッションに臨んだ。
マトラのジャッキー・スチュワートが初のポールポジションを獲得し、2番手のクリス・エイモン（フェラーリ）とフロントローを獲得した。スチュワートのチームメイトのジャン＝ピエール・ベルトワーズは3番手で、グラハム・ヒル（ロータス）と2列目、ジョー・シフェール（ロブ・ウォーカーのロータス）とジョン・サーティース（BRM）が3列目、ジャッキー・イクスとジャック・ブラバムのブラバム勢が4列目を占め、フランク・ウィリアムズ・レーシングカーズでブラバムを駆るピアス・カレッジが続いた。

### 予選結果
| 順位    | No. | ドライバー                     | コンストラクター      | タイム | 差   | グリッド |
| ------- | --- | ------------------------------ | --------------------- | ------ | ---- | -------- |
| 1       | 7   | ジャッキー・スチュワート       | マトラ-フォード       | 1:24.6 | -    | 1        |
| 2       | 11  | クリス・エイモン               | フェラーリ            | 1:25.0 | +0.4 | 2        |
| 3       | 8   | ジャン＝ピエール・ベルトワーズ | マトラ-フォード       | 1:25.4 | +0.8 | 3        |
| 4       | 1   | グラハム・ヒル                 | ロータス-フォード     | 1:25.8 | +1.2 | 4        |
| 5       | 9   | ジョー・シフェール             | ロータス-フォード     | 1:26.0 | +1.4 | 5        |
| 6       | 14  | ジョン・サーティース           | BRM                   | 1:26.0 | +1.4 | 6        |
| 7       | 6   | ジャッキー・イクス             | ブラバム-フォード     | 1:26.3 | +1.7 | 7        |
| 8       | 5   | ジャック・ブラバム             | ブラバム-フォード     | 1:26.4 | +1.8 | 8        |
| 9       | 16  | ピアス・カレッジ               | ブラバム-フォード     | 1:26.4 | +1.8 | 9        |
| 10      | 2   | リチャード・アトウッド         | ロータス-フォード     | 1:26.5 | +1.9 | 10       |
| 11      | 4   | ブルース・マクラーレン         | マクラーレン-フォード | 1:26.7 | +2.1 | 11       |
| 12      | 3   | デニス・ハルム                 | マクラーレン-フォード | 1:26.8 | +2.2 | 12       |
| 13      | 15  | ジャッキー・オリバー           | BRM                   | 1:28.4 | +3.8 | 13       |
| 14      | 10  | ペドロ・ロドリゲス             | BRM                   | 1:30.5 | +5.9 | 14       |
| 15      | 17  | シルビオ・モーザー             | ブラバム-フォード     | 1:30.5 | +5.9 | 15       |
| 16      | 12  | ビック・エルフォード           | クーパー-マセラティ   | 1:32.8 | +8.2 | 16       |
| ソース: |     |                                |                       |        |      |          |

## 決勝
ジャッキー・スチュワートが先頭に立ち、クリス・エイモンが後を追った。ジャン＝ピエール・ベルトワーズはグラハム・ヒルからのプレッシャーを受け、ヒルは3周目にベルトワーズを抜いて3位に浮上した。スチュワートは10周目でエイモンに10秒の差を付けた。中団グループでは、ジョン・サーティースがトンネルでギアボックスの不具合に見舞われ、ジャック・ブラバムと接触してしまった。両者とも怪我はなかった。エイモンは17周目にディファレンシャルの故障に見舞われリタイアし、3位となったベルトワーズは21周目にドライブシャフトの故障でリタイアした。1周後に首位のスチュワートもチームメイトのベルトワーズと同じトラブルを抱えてリタイアした。これでヒルが首位に立ち、2位を争うジャッキー・イクスとピアス・カレッジに12秒の差を付けてリードした。イクスとカレッジの2位争いは、イクスが49周目にリアサスペンションが壊れてリタイアするまで続いた。
ヒルはモナコGPで5勝目を挙げ、「ミスター・モナコ」の異名を頂戴するようになる。そして、結果的にこれがヒルにとってF1最後の勝利となった。フランク・ウィリアムズ率いる新興プライベートチーム「フランク・ウィリアムズ・レーシングカーズ」からブラバムを駆るカレッジが2位に食い込み、ロブ・ウォーカーからロータスを駆るジョー・シフェールが3位となった。

### レース結果
| 順位    | No. | ドライバー                     | コンストラクター      | 周回数 | タイム/リタイア原因 | グリッド | ポイント |
| ------- | --- | ------------------------------ | --------------------- | ------ | ------------------- | -------- | -------- |
| 1       | 1   | グラハム・ヒル                 | ロータス-フォード     | 80     | 1:56:59.4           | 4        | 9        |
| 2       | 16  | ピアス・カレッジ               | ブラバム-フォード     | 80     | +17.3               | 9        | 6        |
| 3       | 9   | ジョー・シフェール             | ロータス-フォード     | 80     | +34.6               | 5        | 4        |
| 4       | 2   | リチャード・アトウッド         | ロータス-フォード     | 80     | +52.9               | 10       | 3        |
| 5       | 4   | ブルース・マクラーレン         | マクラーレン-フォード | 79     | +1 Lap              | 11       | 2        |
| 6       | 3   | デニス・ハルム                 | マクラーレン-フォード | 78     | +2 Laps             | 12       | 1        |
| 7       | 12  | ビック・エルフォード           | クーパー-マセラティ   | 74     | +6 Laps             | 16       |          |
| Ret     | 6   | ジャッキー・イクス             | ブラバム-フォード     | 48     | サスペンション      | 7        |          |
| Ret     | 7   | ジャッキー・スチュワート       | マトラ-フォード       | 22     | ハーフシャフト      | 1        |          |
| Ret     | 8   | ジャン＝ピエール・ベルトワーズ | マトラ-フォード       | 20     | ハーフシャフト      | 3        |          |
| Ret     | 11  | クリス・エイモン               | フェラーリ            | 16     | ディファレンシャル  | 2        |          |
| Ret     | 10  | ペドロ・ロドリゲス             | BRM                   | 15     | エンジン            | 14       |          |
| Ret     | 17  | シルビオ・モーザー             | ブラバム-フォード     | 15     | ハーフシャフト      | 15       |          |
| Ret     | 14  | ジョン・サーティース           | BRM                   | 9      | ギアボックス        | 6        |          |
| Ret     | 5   | ジャック・ブラバム             | ブラバム-フォード     | 9      | アクシデント        | 8        |          |
| Ret     | 15  | ジャッキー・オリバー           | BRM                   | 0      | アクシデント        | 13       |          |
| ソース: |     |                                |                       |        |                     |          |          |

ファステストラップ
- ジャッキー・スチュワート - 1:25.1（16周目）

ラップリーダー
太字は最多ラップリーダー
- ジャッキー・スチュワート - 22周 (Lap 1-22)
- グラハム・ヒル - 58周 (Lap 23-80)

## 第3戦終了時点のランキング
|         | 順位 | ドライバー               | ポイント |
| ------- | ---- | ------------------------ | -------- |
|         | 1    | ジャッキー・スチュワート | 18       |
| 2       | 2    | グラハム・ヒル           | 15       |
| 1       | 3    | ブルース・マクラーレン   | 10       |
| 1       | 4    | デニス・ハルム           | 8        |
| 1       | 5    | ジョー・シフェール       | 7        |
| ソース: |      |                          |          |

|         | 順位 | コンストラクター      | ポイント |
| ------- | ---- | --------------------- | -------- |
|         | 1    | マトラ-フォード       | 18       |
| 1       | 2    | ロータス-フォード     | 15       |
| 1       | 3    | マクラーレン-フォード | 12       |
| 1       | 4    | ブラバム-フォード     | 7        |
| 1       | 5    | BRM                   | 2        |
| ソース: |      |                       |          |

- 注:  トップ5のみ表示。前半6戦のうちベスト5戦及び後半5戦のうちベスト4戦がカウントされる。